# Barentsjøkulen
De Barentsjøkulen is een gletsjer op het eiland Barentszeiland, dat deel uitmaakt van de Noorse eilandengroep Spitsbergen.
De gletsjer is vernoemd naar het eiland Barentszeiland, dat op diens beurt vernoemd is naar Willem Barentsz.

## Geografie
De gletsjer heeft een oppervlakte van 571 km² en bedekt het grootste deel van het eiland.
Vanuit deze gletsjer lopen er verschillende gletsjers vanuit de Barentsjøkulen weg. Dit zijn in het noorden Besselsbreen, in het noordoosten Augnebreen, Handbreen en Willybreen, in het oosten Isormen, Barthbreen en Reymondbreen, in het zuidoosten Hübnerbreen en Freemanbreen en in het zuiden Duckwitzbreen. Ook liggen er in het gebied twee ijskoepels, de Solveigdomen in het westen en de Peer Gyntslottet in het zuiden.